# Kitzen
Kitzen è una frazione della città tedesca di Pegau, in Sassonia.

## Storia
Già comune autonomo, Kitzen fu aggregato il 1º gennaio 2012 alla città di Pegau.